# Johannes Burckard
Johannes Burckard (manchmal auch Burchard oder Burckardus, italienisch Burcardo; * um 1450 in Niederhaslach im Elsass; † 15. Mai 1506 in Rom) war Protonotar des Heiligen Stuhls und von 1484 bis 1503 Zeremonienmeister an der römischen Kurie.
Bedeutsam ist er wegen seiner Ausgaben liturgischer Bücher und seines Zeremonientagebuches Liber notarum (1483 bis 1506), das eine wesentliche Quelle für das Leben am Hof der Päpste der Renaissance bildet.

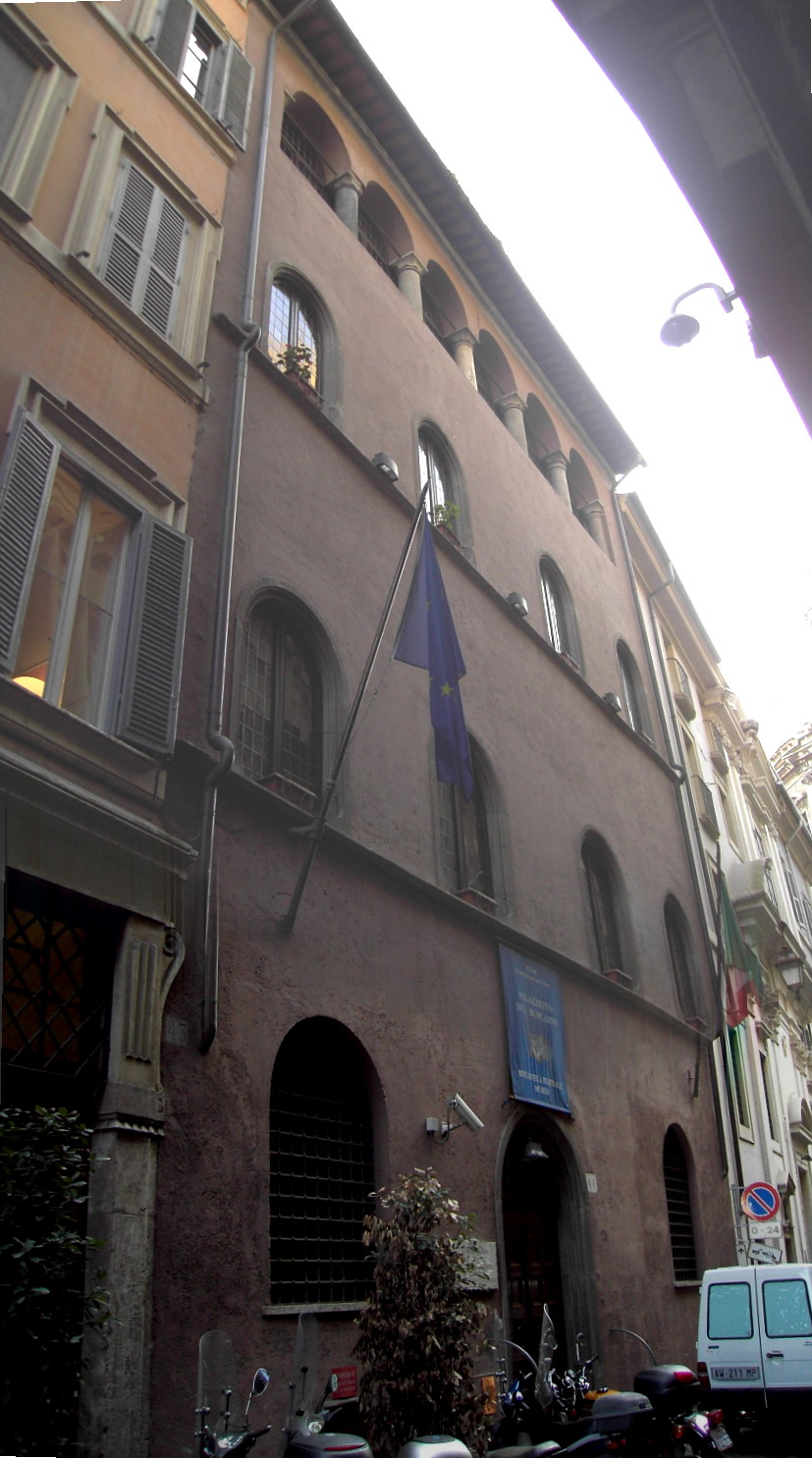
Palazzetto del Burcardo in Rom

## Leben
Burckard stammte aus ärmlichen Verhältnissen und erfuhr seine Ausbildung am Kollegiatstift St. Florentius in seinem elsässischen Geburtsort. Zunächst wurde er Schreiber beim Generalvikar von Straßburg, von wo er aber wegen einer Urkundenfälschung flüchtete.
Seit 1467 hielt er sich in Rom auf, ab dem Jahr 1475 ist er als Mitglied des Hofs (Familiar) von Papst Sixtus IV. erwähnt und erhielt im darauf folgenden Jahr die Priesterweihe. Er erwarb, den Gepflogenheiten seiner Zeit entsprechend, zahlreiche Pfründen im Elsass (und bekam 1477 das Bürgerrecht der Stadt Straßburg verliehen), darunter auch die Propstei von Moutier-Grandval; wie damals auch üblich, wurden die Pfründen durch Stellvertreter verwaltet, lediglich die Einnahmen kamen dem Inhaber zu.
Im Jahr 1483 wurde er als Nachfolger des Agostino Patrizi Piccolomini zum päpstlichen Zeremonienmeister bestellt. Als solcher war er nicht nur für die gesamte Liturgie, sondern auch für die Ausrichtung aller anderen Zeremonien am päpstlichen Hofe verantwortlich.
In Rom errichtete Burckard die sogenannte Torre Argentina (deutsch: Straßburger Turm), der dem Largo di Torre Argentina seinen Namen gab. Der Turm ist heute in den Palazzetto del Burcardo (Via del Sudario 44) eingebunden und von außen nicht mehr sichtbar.
1503 wurde Burckard zum Bischof von Orte und Civita Castellana ernannt. Sein Grab befindet sich in der Kirche Santa Maria del Popolo in Rom.

## Sein Tagebuch „Liber notarum“
Für den Gebrauch am päpstlichen Hof legte er ein Notizbuch an, in dem er in ausführlichen Schilderungen die Ereignisse an der Kurie festhielt; aber nicht nur über die protokollarischen Pflichten führte er Buch, sondern auch über Gespräche mit den Päpsten, Kardinälen und Gesandten wird darin berichtet. Sie erstrecken sich über die Zeit der Päpste Innozenz VIII., Alexander VI., Pius III. und Julius II. Insbesondere die Schilderungen über die Zustände am Hofe des Borgia-Papstes Alexander VI., gelten als bedeutende Quelle für den Nachweis von dessen Dekadenz.
Diese Aufzeichnungen, als Liber notarum bekannt, wurden erst über vierhundert Jahre nach dem Ableben des Autors veröffentlicht. Die Echtheit des Gesamtwerkes wurde zuerst von de Roo, später von Monaldi & Sorti angezweifelt. Die Begründung dafür ist das Fehlen jeglicher handschriftlicher Originaltexte und die kollageartige Zusammensetzung der verschiedenen Texte, die ein späteres Einfügen von fremden Texten zur Denunziation des Borgia-Papstes nahelegen. Außerdem enthält diese Ausgabe ein nachgewiesenes Plagiat, die Kopie einer pikanten Geschichte aus dem Decamerone des Giovanni Boccaccio.

## Werke
- Liber notarum
  - Enrico Celani (Hrsg.): Johannis Burckardi Liber Notarum ab anno 1483 usque ad annum 1506 (Rerum Italicarum scriptores 32). 2 Bde., Città di Castello-Bologna 1910–1912;
- Pontificale, gedruckt 1485, zusammen mit Agostino Patrizi Piccolomini,
- Caeremoniale Romanum, 1488, zusammen mit Agostino Patrizi Piccolomini, Erstdruck 1506 durch Cristoforo Marcello, darin auch die Ordnung der Kaiserkrönung,
- Ordo Missae secundum consuetudinem Sanctae Romanae Ecclesiae, 1498, Neubearbeitung 1502, eine Quelle des Missale Romanum von 1570.